# The Panic
The Panic — третий 
альбом британской группы Hyper, вышедший в 2011 году.

## Об альбоме
Лирой Торнхилл из The Prodigy выступает вокалом в группе.
На трек «The End» группа сняла клип.

## Список композиций на CD
1. The End 5:24
2. My World 4:27
3. Machine 3:54
4. Beyond The Rave 4:32
5. Accelerate 3:38
6. Cheap Thrill 3:31
7. Tear The Silence 3:21
8. Start The Panic 4:11
9. Are You Ready 2:45
10. I See Fire 4:10

## Клипы
- клип с официального канала Hyper